# Knickerbocker glory

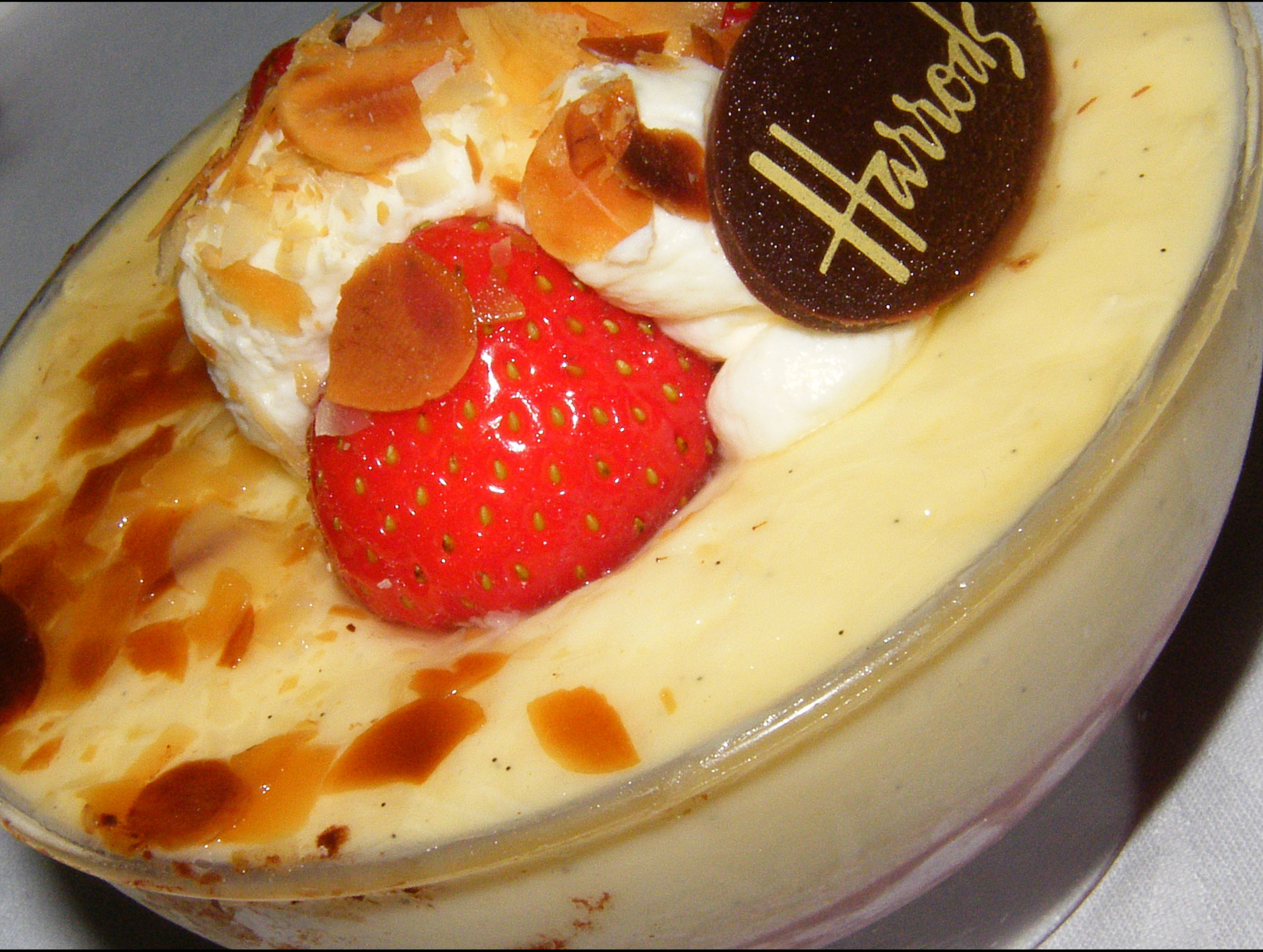
Knickerbocker glory

Un knickerbocker glory es un helado sundae que se sirve en un gran vaso alto, sobre todo en el Reino Unido.

## Historia
El knickerbocker glory, descrito por primera vez en la década de 1930, puede contener helado, gelatina, crema, frutas, merengue, incluso licor. Capas de estos diferentes sabores dulces se alternan en un vaso alto y cubierto con diferentes tipos de sirope, frutos secos, nata montada y, a menudo una cereza.
El nombre gloria knickerbocker se puede extraer de la del hotel o bombachos , pantalones hasta la rodilla típicamente usados por los niños o para practicar deportes como la esgrima. El nombre knickerbocker sí proviene de los colonos holandeses en el área de Nueva York.